# Suszarka do rąk

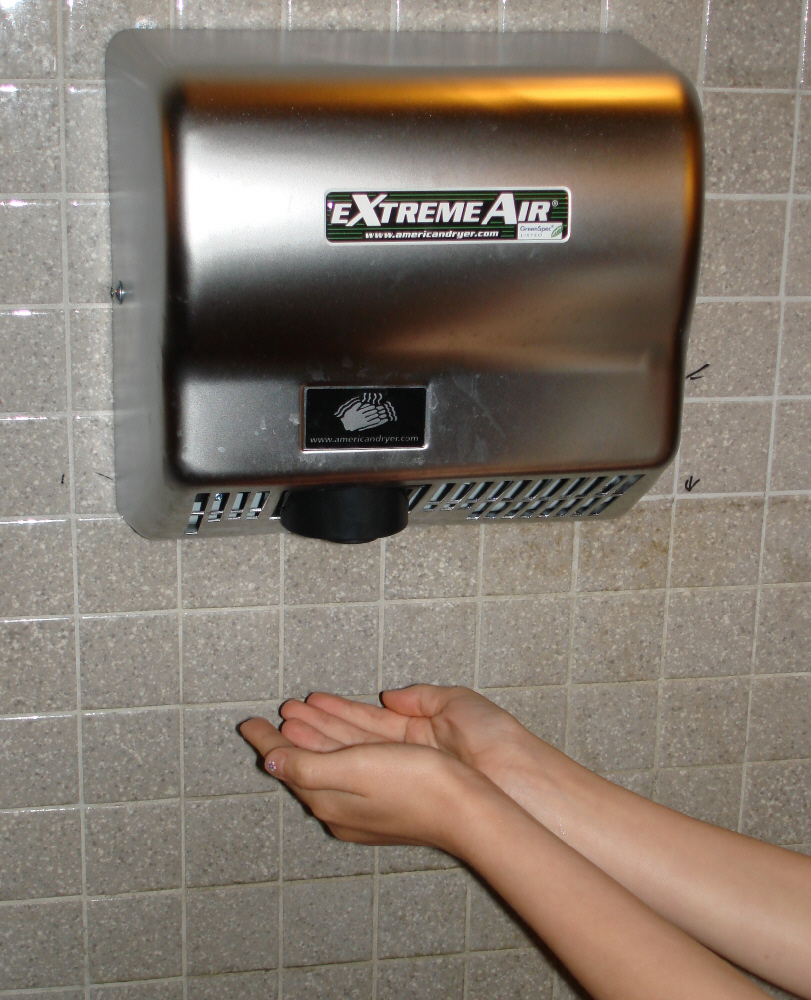
Suszarka do rąk

Suszarka do rąk – urządzenie elektryczne służące do suszenia rąk strumieniem powietrza. Może być uruchamiana automatycznie (po umieszczeniu rąk w polu działania czujnika ruchu urządzenie uruchamia się, a po ich usunięciu, wyłącza się samoczynnie) lub z użyciem przycisku (urządzenie uruchamia się poprzez naciśnięcie przycisku i wyłącza się samoczynnie po upłynięciu określonego czasu). Suszarki do rąk montowane są w toaletach publicznych jako alternatywne rozwiązanie w stosunku do ręczników papierowych.

## Rodzaje suszarek do rąk
- tradycyjna suszarka do rąk – przypomina z reguły prostopadłościan, ale o opływowych kształtach i zaokrąglonych rogach. Wymiary zwykle nie przekraczają 30 cm szerokości, 30 cm wysokości i 25 cm głębokości.
- suszarka kieszeniowa (nazywana także strumieniową) – jest większa niż tradycyjna suszarka do rąk. Wymiary zwykle nie przekraczają 35 cm szerokości, 70 cm wysokości i 25 cm głębokości. Mocuje się ją niżej niż suszarki tradycyjne. Suszarkę kieszeniową odróżnia od tradycyjnej przede wszystkim sposób suszenia rąk. Umieszcza się je w otworze przypominającym kieszeń (stąd nazwa), co powoduje reakcję czujnika ruchu i uruchamia strumień powietrza. Powietrze jest wydmuchiwane przez bardzo wąskie szczeliny z dużą prędkością, dzięki czemu woda jest ściągana z rąk w czasie kilku sekund.
- suszarka zintegrowana – najnowsze rozwiązania do suszenia rąk w toaletach publicznych zmierzają w kierunku urządzeń zintegrowanych. Jednym z nich są suszarki do rąk wbudowane w kran z wodą, a także suszarki zintegrowane z umywalkami, w skład których wchodzi: umywalka ze zintegrowanym kranem z wodą, dozownikiem do mydła i suszarką do rąk. Producenci tego typu rozwiązań wskazują, że są one wygodniejsze i bezpieczniejsze do użytkowników, którzy nie przemieszczają się z mokrymi dłońmi, zostawiając mokre plamy na podłodze, co grozi upadkiem.

## Historia
Pierwsza suszarka do rąk powstała w 1921 r. Jej twórcami byli Ruhel B. Hibbard, Denton J. Watrous i John G. Bassett, którzy opatentowali urządzenie 25 lipca 1922 r. pod nazwą „drying apparatus”. Patent można obejrzeć w elektronicznej bazie USPTO. Kolejnym przełomem w historii suszarek do rąk była końcówka lat 40. XX wieku, kiedy to suszarki do rąk zostały spopularyzowane przez George’a Clemensa, twórcę światowej marki World Dryer. Na następny przełom trzeba było czekać do roku 1993. Wtedy to japoński producent samochodów Mitsubishi wynalazł urządzenie do suszenia rąk, które w przeciwieństwie do poprzednich zdmuchiwało wodę z rąk zamiast powodować jej odparowanie. Ostatnie wynalazki w dziedzinie suszenia rąk w miejscach użyteczności publicznej należą do przedsiębiorstwa Dyson (nazwa pochodzi od nazwiska projektanta: James Dyson), które w pierwszym dziesięcioleciu XXI wieku opatentowało kieszeniowe suszarki do rąk, a następnie stworzyło suszarkę do rąk wbudowaną w kran z wodą.

## Wpływ na środowisko
Aby stwierdzić, czy dany wyrób jest ekologiczny, należy przestudiować cały cykl jego życia, począwszy od pozyskania surowców do produkcji, przez proces produkcji, dalej użytkowanie i na końcu gospodarowanie odpadami powstałymi po jego wykorzystaniu. Różnorodność dostępnych na rynku suszarek do rąk oraz ręczników papierowych i materiałów używanych do produkcji uniemożliwia w tym miejscu jednoznaczne wskazanie, który system jest najlepszy. Brak szczegółowych badań w tym zakresie. Można jednak zwrócić uwagę na rzucający się w oczy aspekt odpadów i dalej kosztów użytkowania.

### Sytuacja prawna w Polsce
Suszarki do rąk, jako urządzenia elektryczne, gdy zakończy się ich okres eksploatacyjny, podlegają zasadom postępowania, które określa ustawa z 11 września 2015 r. o zużytym sprzęcie elektrycznym i elektronicznym (Dz.U. z 2024 r. poz. 573). Zużyta suszarka do rąk trafia do punktu zbierania elektrośmieci, gdzie jest demontowana zgodnie z obowiązującymi przepisami, a następnie poddawana recyklingowi. Ręczniki papierowe wytwarzane są często z surowców wtórnych, jak makulatura, jednak po użyciu nie mogą być poddane recyklingowi i trafiają do odpadów zmieszanych i dalej na wysypiska śmieci lub do spalarni.
Według badań przeprowadzonych przez World Dryer w szkołach publicznych w mieście Topeka (Kansas, USA), w których były używane 102 suszarki do rąk, w ciągu jednego roku zaoszczędzono ponad 34 tony odpadów, 690 000 litrów wody i 587 drzew. W innym badaniu to sama przedsiębiorstwo badało oszczędności, które pozwoliło poczynić w stanie Iowa (USA) używanie w toaletach publicznych 153 suszarek. Zaoszczędzono tu 10,5 ton śmieci i 176 drzew.

## Koszty zakupu i użytkowania
Decydując się na zakup suszarki do rąk, należy liczyć się z tym, że początkowo wyda się większą kwotę na zakup urządzenia. W przypadku ręczników papierowych należy wziąć pod uwagę zakup pojemnika na ręczniki papierowe, kosza na zużyte ręczniki oraz zapasu ręczników papierowych i worków na śmieci, które trzeba będzie regularnie uzupełniać. Koszty użycia suszarek do rąk i stojących w opozycji do nich ręczników papierowych można obliczyć stosując określone parametry.
W przypadku suszarek do rąk należy wziąć pod uwagę:
- liczbę osób korzystających dziennie z toalety
- moc urządzenia
- koszt kWh
- średni czas suszenia w sekundach.

W przypadku ręczników papierowych należy wziąć pod uwagę:
- liczbę osób korzystających dziennie z toalety
- koszt paczki ręczników papierowych
- liczbę listków w paczce
- średnią liczbę listków na osobę
- koszt rolki worków na śmieci
- liczbę worków w rolce
- liczbę worków na dzień
- koszt pracowników obsługujących toaletę
- koszt wywozu śmieci.

Na podstawie powyższych parametrów przy wybraniu suszarki do rąk o średnich parametrach i ręczników papierowych w składce o średniej jakości okazuje się, że suszarki do rąk są nawet o 515% tańsze w użytkowaniu niż ręczniki papierowe. Wyliczone przy użyciu kalkulatora kosztów.

## Higiena suszenia rąk
Według badań przeprowadzonych przez Uniwersytet Westminster dla European Tissue Symposium (Europejskie Stowarzyszenie Producentów Wyrobów z Papieru Bibułkowego) najskuteczniejszym sposobem osuszania rąk w łazienkach jest stosowanie jednorazowych ręczników papierowych. Porównano przenoszenie wirusów chorobotwórczych na różne odległości i wysokości oraz ich utrzymywanie się w powietrzu w przypadku osuszania rąk ręcznikami papierowymi, suszarkami suszącymi ciepłym strumieniem powietrza oraz suszarkami strumieniowymi (kieszeniowymi). Wyniki badań wskazały, że najwięcej wirusów i na większą odległość rozprzestrzenia się podczas stosowania suszarek strumieniowych, nieco mniej podczas stosowania suszarek ściennych z ciepłym strumieniem powietrza, zaś minimalne ilości podczas stosowania ręczników papierowych.
Warto w tym miejscu nadmienić, że część suszarek do rąk, najczęściej strumieniowych (kieszeniowych), wyposażonych jest w filtry HEPA, oczyszczające wydmuchiwane powietrze z 99,9% wirusów i bakterii, co może zmienić wyniki badań. Ponadto podkreśla się, że badania są niezależne, jednakże ich wyniki są rozpowszechniane przez stowarzyszenie producentów ręczników papierowych.
Inne źródło – przedsiębiorstwo TÜV Produkt und Umwelt GmbH – w 2005 r. opublikowało badania dotyczące różnych sposobów suszenia rąk (Report No. 425-452006) wykonane na zlecenie Der Verband Deutscher Papierfabriken e.V. (Niemieckie Stowarzyszenie Papierni). Porównano trzy rodzaje suszenia rąk: ręczniki papierowe, ręczniki z tkaniny na rolce oraz suszarki do rąk suszące dłonie ciepłym powietrzem. W badaniu nie brały udziału suszarki do rąk bez grzałek suszące dłonie powietrzem w temperaturze pokojowej.
W ich wyniku stwierdzono, że liczba bakterii na dłoniach maleje po umyciu ich wodą i mydłem, a po wysuszeniu zmienia się w następujący sposób po użyciu:
- ręczników papierowych zmniejsza się o 24%
- ręczników z tkaniny na rolce zmniejsza się o 4%
- suszarki do rąk suszącej ciepłym powietrzem zwiększa się o 117%.

## Czas suszenia rąk
Aby osuszyć dłonie, niektóre modele suszarek do rąk starszego typu potrzebują nawet 25–40 sekund, co dla użytkowników toalet jest zbyt długim czasem i skutkuje opuszczaniem toalety z mokrymi dłońmi. Producenci zaczęli unowocześniać urządzenia i czas suszenia rąk spadł do 15–20 sekund. Obecnie najnowocześniejsze suszarki do rąk, zwłaszcza wspomniane suszarki kieszeniowe, potrafią osuszyć dłonie nawet w czasie 7 sekund. Jest to najkrótszy uzyskany dotąd czas suszenia rąk, również w porównaniu z papierowymi ręcznikami do rąk.

## Hałas
Jednym z zauważalnych problemów towarzyszących używaniu suszarek do rąk w toaletach publicznych jest emitowany przez nie hałas. Podczas suszenia może on osiągać poziom od 63 dB do nawet 86 dB. W toaletach publicznych hałas może przekraczać 80 dB w odległości 3 m. Na hałas narażeni się użytkownicy, a także w większym stopniu pracownicy obsługujący toalety, którym hałas towarzyszy codzienne. To zaś w konsekwencji może prowadzić do uszkodzenia zmysłu słuchu.

## Preferencje użytkowników
W 2008 r. przeprowadzono badania dotyczące preferencji metod suszenia rąk w toaletach publicznych na zlecenie European Tissue Symposium (Europejskie Stowarzyszenie Producentów Wyrobów z Papieru Bibułkowego). W badaniu uczestniczyło 2000 kobiet i mężczyzn w różnym wieku w czterech krajach: Francji, Szwecji, Niemczech i Wielkiej Brytanii. W ich wyniku stwierdzono, że:
- 28% respondentów uzależnia suszenie rąk od dostępności odpowiedniego systemu osuszania rąk
- przez odpowiedni system 72% respondentów rozumie higienę, 22% szybkość suszenia rąk, zaś 6% poczucie suchości
- 95% respondentów uważa higieniczność za ważny czynnik w ocenie urządzania do suszenia rąk
- 96% respondentów wg subiektywnej oceny uznało ręczniki papierowe za rozwiązanie najbardziej higieniczne
- 30% badanych uznało, że suszarki do rąk dają poczucie suchości, a 68%, że daje je ręcznik papierowy
- 63% badanych deklarowało, że mając wybór, zdecyduje się na ręczniki papierowe, 28% na suszarkę do rąk, a reszta na ręczniki materiałowe.